# パーティ荒し
『パーティ荒し』（The Two Mouseketeers、1952年3月15日、劇場公開時『鼠の二銃士』）はトムとジェリーの作品のひとつ。1951年アカデミー短編アニメ賞受賞作。
日本においては現在パブリックドメインとなっている。

## 作品内容
舞台は王朝時代のフランス。王に仕えるネズミとして街中で銃士の扮装をしたジェリーとニブルスが目指すのはとあるパーティー会場。しかしそこに到着すると、近衛兵から「これからここでパーティーが行われる。お前の任務は、この会場をネズミどもから守ることだ。もしパーティー会場を台無しにしたら、お前の首を刎ねる!!」と、厳しく指示されているトムの姿を見かけた。窓の外には、ギロチンが高々と掲げられていた。
そんな中、ジェリーとニブルスは会場に忍び込むや、豚の丸焼きやチーズが並べられたテーブルに取り付いた。一度はトムの監視網を潜り抜けるも、ご馳走に目がないニブルスは勝手に単独行動して捕まってしまう。こうしてトムVSジェリー&ニブルスの三つ巴のドタバタが始まった。
テーブル上での大乱闘の末、トムはジェリーとのフェンシングを制し、勝利したかと思われる。しかしその矢先、ワイングラスに落ちて酔いつぶれたニブルスが、大砲にありったけの料理をぶちこみ、トムめがけて発射。
かくて好みの食料を盗んで土産に持ち、意気揚々とパーティー会場を去るジェリーとニブルス。だが彼等がふと振り返ると、そこには先程のギロチンの刃が落下する光景が。役目を果たせなかったトムは宣言通り処刑されてしまったのだ。ジェリーとニブルスはトムを偲んだが、「しょうがないよ」と開き直り、何処へとも無く去って行った。

## スタッフ
- 監督 - ウィリアム・ハンナ、ジョセフ・バーベラ
- 製作 - フレッド・クインビー
- 共同製作 - ウィリアム・ハンナ(クレジット無し)
- 脚本 - ウィリアム・ハンナ、ジョセフ・バーベラ(全員クレジット無し)
- 原画 - ケネス・ミューズ、エド・バージ、アーヴン・スペンス
- レイアウト - リチャード・ビッケンバック(クレジット無し)
- 音楽 - スコット・ブラッドリー
- 彩色プロセス - テクニカラー
- 録音プロセス - ウェスタン・エレクトリック
- 制作 - メトロ・ゴールドウィン・メイヤー・カートゥーン・スタジオ（英語版）
- 配給 - メトロ・ゴールドウィン・メイヤー、ロウズ・シアター

## 備考
- 原題の『The Two Mouseketeers』は、三銃士（The Three Musketeers）をパロディ化したものである。
- この作品のニブルスは、フランス語またはフランス語なまりの英語で話している。また、カナダのフランス語童謡『アルエット』（ひばり）を歌うシーンもある。

## 登場キャラクター
トム
城の保安係として不審者に目を光らせる。だがジェリーとニブルスにパーティー会場をことごとく荒らされ、追いかけっこでジェリーを捕まえ勝利を手中に収めた矢先・ニブルスによる大砲攻撃を受け万事休す。最後は処刑の憂き目に遭った。
ジェリー
ニブルスを従えてパーティー会場へ侵入。トムに敗北しかけるも弟子のニブルスに救われた。
ニブルス
ジェリーの弟子としてパーティー会場へ侵入。侵入早々トムに捕まってしまうも、ジェリーと協力しトムと死闘を繰り広げ、「パーティー料理を大砲にぶち込みトムを撃退」する仕返しでとどめを刺す。城から出る際はトムが処刑される瞬間を目の当たりにするが、「仕方ない」と開き直った。
近衛兵
トムに対して「もしネズミなどの不審者侵入を許し、神聖なパーティー会場を荒らされたら処刑する」と通告し会場警備を命令。だがトムが会場を不審者から守れず・ジェリーとニブルスによってことごとく荒らされたため、最後はトムを当初の通告通りギロチンで処刑した。